# ميناء جبل علي
ميناء جبل علي هو ميناء إماراتي، يقع في إمارة دبي على ساحل الخليج العربي في مسافة 35 كيلومتر من وسط مدينة دبي، ويعتبر من أهم الموانئ في منطقة الشرق الأوسط ومجلس التعاون لدول الخليج العربي.

## تأسيسه و تطوره
بدأ العمل به في السبعينات وافتُتِح عام 1979. وأنشئ ميناء جبل علي لاستيراد موارد لمصنع الألومنيوم في دبي يسمى دوبال وتصدير الألومنيوم، لكن تطور ميناء جبل علي ليستخدم في دعم المنطقة الحرة في جبل علي التي أُنشئت حوله.

## العمليات
يضم ميناء جبل علي أكثر من مليون متر مربع لساحة الحاويات. كما تحتوي على مساحة لتخزين البضائع العامة على المدى المتوسط والطويل، بما في ذلك سبعة حظائر هولندية بمساحة إجمالية تبلغ حوالي 19 ألف متر مربع و12 سقيفة مغطاة بمساحة 90.5 متر مربع. وبالإضافة إلى ذلك، يضم ميناء جبل علي أيضًا 960 ألف متر مربع من المخازن المفتوحة.
يرتبط ميناء جبل علي بنظام الطرق السريعة في دبي وقرية الشحن بمطار دبي الدولي. مرافق قرية الشحن قادرة على التعامل مع البضائع، مما يجعل العبور من السفينة إلى الطائرة ممكنًا لمدة أربع ساعات. خدمة النقل بالشاحنات التجارية، نقل الحاويات ونقل البضائع العامة بين ميناء جبل علي وميناء راشد وبقية الإمارات العربية المتحدة يوميًا.
يعد ميناء جبل علي أحد المرافق الرئيسية لموانئ دبي العالمية وقد تم تصنيفه في المرتبة التاسعة ضمن أفضل موانئ الحاويات على مستوى العالم حيث قام بمناولة 7.62 مليون حاوية نمطية في عام 2005، وهو ما يمثل زيادة بنسبة 19% في الإنتاجية مقارنة بعام 2004. وحصل ميناء جبل علي على المرتبة السابعة ضمن أكبر موانئ العالم عام 2007. تتم إدارة ميناء جبل علي من قبل شركة موانئ دبي العالمية المملوكة للدولة.
و يعدّ ميناء جبل علي حلقة حيوية تربط شبكة التجارة العالمية، حيث تمّت في عام 2022 مناولة أكثر من 14 مليون حاوية نمطية عبر الميناء .

## الجوائز
- عام 2015 حاز ميناء جبل علي على موقع الريادة بفوزه بلقب "أفضل ميناء بحري في الشرق الأوسط" للعام الـ21 على التوالي.[17][18]
- فاز ميناء جبل علي عام 2018 بجائزة أفضل ميناء بحري في الشرق الأوسط للعام الـ24 على التوالي . [19]

- حصل ميناء جبل علي على جائزة أفضل مشغّل للمحطات البحرية للعام2023 باعتباره معيارًا للكفاءة التشغيلية على مستوى القطاع، ولاستثماره في البنية التحتية والتكنولوجيا كأكبر ميناء بحري من صنع الإنسان في العالم، والميناء الأول في المنطقة من حيث مناولة الحاويات،[15]

## وصلات خارجية
- مجموعة موانئ دبي العالمية